# Katharina Kepler
Katharina Kepler (Leonberg, 8 de noviembre de 1546 - 13 de abril de 1622), de soltera Katharina Guldenmann, fue la madre del ilustre astrónomo y astrólogo Johannes Kepler.

## Biografía
Casada con Heinrich Kepler, tuvo una hija y tres hijos, uno de los cuales fue Johannes Kepler. El año 1615, Lutherus Einhorn, regidor (en alemán Vogt) de Leonberg, abrió un gran juicio por brujería contra 15 mujeres, condenando a muerte y ejecutando a 8 de ellas, habiendo actuado a petición de parte contra Katharina Guldenmann, ya que Ursula Reinbold la había acusado de haberla envenenado con una poción tras una discusión entre ambas. Johannes Kepler tomó bajo su responsabilidad la defensa de su madre, con la ayuda de su Universidad, la de Tubinga. Un estudiante amigo suyo, Christopher Besoldus, le asistió jurídicamente.
Su hijo se la llevó a Linz en 1616. De vuelta a Leonberg, fue arrestada y encarcelada durante catorce meses. Fue informada de las torturas que recibiría, para coaccionarla e intentar asustarla, pero rechazó de plano confesar nada.
En octubre de 1621, finalmente fue puesta en libertad tras los esfuerzos de su hijo. Siete meses después, murió.